# Trigger di Schmitt
Il trigger di Schmitt è un particolare tipo di comparatore di soglia con isteresi, ovvero un circuito che consente di trasformare un segnale analogico in un'uscita che varia soltanto tra due valori di tensione a seconda che l'ingresso superi una certa soglia o sia inferiore a una seconda soglia (più bassa). 
La commutazione dell'uscita deve avvenire in un tempo idealmente nullo, nella pratica molto minore del tempo caratteristico con cui varia il segnale in ingresso (inverso della banda di frequenza). La particolarità del trigger di Schmitt sta nel fatto che il tempo di commutazione è ridotto per effetto di una rete di feedback positivo, ed è limitato in ultima analisi soltanto dallo slew rate dell'amplificatore usato. 
Una delle sue applicazioni è la produzione di onde quadre a partire da un segnale sinusoidale, per questo è molto utilizzato nei circuiti logici per creare il segnale di sincronismo (clock).

## Storia
Il trigger di Schmitt fu inventato dallo scienziato americano Otto Herbert Schmitt e utilizzava originariamente le valvole termoioniche; al giorno d'oggi sono realizzati tipicamente con l'impiego di amplificatori operazionali.

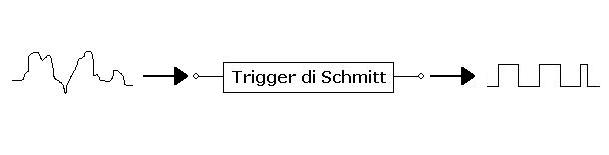
Squadramento di un segnale prodotto dal trigger di Schmitt

## Principio di funzionamento

Utilizzo di un trigger di Schmitt (B) e utilizzo di un comparatore di soglia (A).

Il trigger (grilletto) di Schmitt ha una tensione d'ingresso e una d'uscita. L'uscita può avere un valore o basso o alto. In ingresso il trigger ha due soglie, una alta e una bassa non coincidenti: in un circuito non invertente quando l'entrata è al di sotto della soglia bassa, l'uscita assume il valore basso; quando l'entrata si trova al di sopra della soglia alta (più elevata), l'uscita assume il valore alto. Quando il valore in ingresso si trova compreso tra le due soglie, l'uscita conserva il valore precedente finché l'entrata non sia variata sufficientemente da farne scattare il cambio (azione di trigger). Questo funzionamento implica una qualche memoria nel trigger che prende il nome di isteresi.
Il vantaggio del trigger di Schmitt rispetto ad altri sistemi similari a una sola soglia d'ingresso è rappresentato dalla sua maggiore stabilità: con una sola soglia d'ingresso, un segnale in entrata rumoroso, di ampiezza prossima al valore di soglia, può oscillare rapidamente attorno a tale valore, facendo altrettanto oscillare l'uscita tra il suo valore basso e alto; con il trigger di Schmitt, un segnale rumoroso vicino a una soglia può causare una sola commutazione del valore d'uscita, dopo di che deve crescere verso l'altra soglia al fine di causare un'ulteriore commutazione.

### Realizzazione circuitale
Una possibile realizzazione di un trigger di Schmitt è la seguente:
La tensione d'uscita, anziché essere la tensione di saturazione dell'amplificatore operazionale, viene imposta tramite due diodi Zener: in questo modo l'uscita può essere modificata ed è più stabile.
Il resistore R3 limita la corrente in uscita dall'amplificatore operazionale, che altrimenti si troverebbe a essere cortocircuitato a massa attraverso i due diodi (entrambi in bassa impedenza, l'uno perché in polarizzazione diretta, l'altro perché in regime di conduzione Zener).
La resistenza R4 ha invece lo scopo di bilanciare le cadute dovute alle correnti di bias in ingresso all'operazionale. In verità con resistori "ragionevoli" e operazionali integrati questo effetto è praticamente sempre trascurabile e R4 può essere omessa.

### Ciclo d'isteresi
L'amplificatore operazionale funge da comparatore fornendo una tensione di saturazione {\displaystyle +V_{s}} quando il suo terminale {\displaystyle V_{+}} ha un potenziale superiore a quello del suo terminale V- e lo commuta in una tensione di saturazione -Vs quando si verifica l'opposto.
La tensione V+ viene fornita dal partitore di tensione R1-R2, collegato tra i terminali {\displaystyle V_{in}} e {\displaystyle V_{out}}, e confrontato dall'operazionale con la tensione V- (che è di fatto a massa, essendo la corrente in R4 trascurabile). Affinché V+ sia uguale a zero, Vin * R2 deve uguagliare -Vs*R1, cosicché, per commutare l'uscita, Vin deve scendere al di sotto della soglia -(R1/R2) Vs.

Curva di isteresi prodotta dal trigger di Schmitt.

A questo punto l'uscita diventa {\displaystyle -V_{s}}, e la soglia per ri-commutare diventa {\displaystyle +(R_{1}/R_{2})V_{s}}. Viene pertanto a crearsi una banda di commutazione centrata attorno allo zero, con livelli di scambio {\displaystyle \pm V_{s}(R_{1}/R_{2})}: affinché l'uscita scatti su "ON" (+Vs) e poi su "OFF" (-Vs) la tensione d'entrata deve superare il limite superiore della banda e poi scendere al disotto di quello inferiore della stessa.
Le resistenze R1 e R2 possono quindi essere usate per regolare l'ampiezza di tale banda; se R1 è nulla (cortocircuito) o R2 è infinita (circuito aperto), la banda collassa a larghezza zero, ovvero il trigger si comporta come un normale comparatore.
La caratteristica d'uscita è mostrata nella figura sulla destra. Il valore della soglia T è dato da +Vs(R1/R2), e quello della soglia -T da -Vs(R1/R2) e il massimo valore M dell'uscita è il massimo dell'alimentatore. La velocità con cui il trigger commuta le tensioni di saturazione si definisce "velocità di variazione" (slew rate). L'uscita può venire configurata per pilotare circuiti logici.

## Trigger di Schmitt con due transistor
Il Trigger di Schmitt è frequentemente composto di due transistor. La maglia RC1 R1 R2 costituisce un partitore di tensione che fornisce la tensione di base al transistor T2. Peraltro, il transistor T1 ha effetto sul partitore che fornisce una tensione più bassa quando questi è chiuso. Cosicché, la tensione di soglia di commutazione di stato dell'uscita dipende dallo stato della corrente.
In condizioni di segnale basso in ingresso, T1 è interdetto e T2 lavora. La tensione di base del transistor T2 è stabilita dal partitore di tensione citato.
T1 può lavorare solo se il segnale d'ingresso si eleva un po' oltre la caduta di tensione ai capi di RE. Quando T1 lavora, T2 è interdetto, perché il suo partitore di tensione ora fornisce una tensione più bassa.
In condizioni di segnale d'ingresso più alto, T1 lavora e T2 è interdetto. Quando il segnale d'ingresso si riduce, T1 inizia a interdirsi aumentando la tensione di base di T2. T2, a un certo momento lavora, aumentando la corrente attraverso RE, riducendo ulteriormente il potenziale base-emettitore di T1 e interdicendolo.
Nello stato "1" la tensione in uscita è circa uguale a V+, ma nello stato "0" questa è ancora abbastanza elevata e può risultare non sufficientemente bassa da poter venire considerata come "livello zero logico" per i circuiti digitali. Per raggirare ciò, amplificatori supplementari sono aggiunti in cascata sull'uscita oppure si alimenta il Trigger con due sorgenti di tensione ({\displaystyle V+} e {\displaystyle V-}) per cui il livello di massa trovasi collocato tra loro.

## Utilizzo come oscillatore
Il Trigger di Schmitt è usato talvolta per realizzare un semplice tipo di oscillatore a rilassamento o di multivibratore. Si ottiene collegando a una porta invertente una semplice rete RC, il condensatore si connette tra l'ingresso e la massa e il resistore tra l'ingresso e l'uscita. L'uscita sarà un'onda quadra continua la cui frequenza dipende dal valore di R e di C, e dai valori di soglia del Trigger medesimo. Poiché i circuiti di Trigger di Schmitt possono essere provveduti da un singolo circuito integrato (p. es., la serie 4000 dei dispositivi CMOS tipo 40106 ne contengono 6), una sezione libera del circuito integrato può venire utilizzata come semplice e affidabile oscillatore con due soli componenti esterni. Si deve tuttavia rendere evidente che la stabilità di frequenza non è molto elevata.